# Marilia alata
Marilia alata är en nattsländeart som beskrevs av Oliver S. Flint Jr. 1974. Marilia alata ingår i släktet Marilia och familjen böjrörsnattsländor. Inga underarter finns listade i Catalogue of Life.